# Dolphin Island (ö i Australien)
Dolphin Island är en ö i Australien. Den ligger i delstaten Western Australia, omkring 1 300 kilometer norr om delstatshuvudstaden Perth. Arean är 33 kvadratkilometer. Den sträcker sig 10,6 kilometer i nord-sydlig riktning, och 7,4 kilometer i öst-västlig riktning.
Omgivningarna runt Dolphin Island är i huvudsak ett öppet busklandskap. Stäppklimat råder i trakten. Genomsnittlig årsnederbörd är 409 millimeter. Den regnigaste månaden är januari, med i genomsnitt 148 mm nederbörd, och den torraste är augusti, med 1 mm nederbörd.